# In Too Deep (episodio de The Tomorrow People)
In Too Deep es el segundo episodio de la primera temporada de la serie estadounidense de drama y ciencia ficción, The Tomorrow People. El episodio fue escrito por Phil Klemmer y Jeff Rake y dirigido por Danny Cannon. Fue estrenado el 16 de octubre de 2013 en Estados Unidos por la cadena CW.
Stephen acude a los chicos en busca de ayuda pero un enojado John se la niega, obligando a Cara a actuar a sus espaldas. Mientras tanto, Ultra sigue la pista de un chico que está aprendiendo a usar sus poderes para cometer crímenes. Stephen sigue la pista del chico pero se sorprende cuando un equipo de Ultra interviene. Al saber las verdaderas intenciones de la organización, John aconseja a Stephen para que se convierta en un espía para los chicos, sin dejar de perseguir las respuestas sobre su padre.

## Argumento
El episodio comienza con Stephen saltando a través de un portal que fue abierto por un chico a quien está persiguiendo, llegando a la azotea de un edificio, tratando de convencerlo de que es igual a él y que no le hará daño. El chico no le cree y le lanza una carga de poder que hace que Stephen retroceda hasta la cornisa, tratando de mantener el equilibrio para no caer, escuchando el ruido del tráfico. El ruido del tráfico se va mezclando con la alarma de un despertador.
Tres días antes, Marla entra a la habitación de Stephen, quien va despertando gracias a la alarma de su despertador. La madre de Stephen le da un frasco nuevo de su medicamento, le pide que ordene su habitación, advirtiéndole que deberá cuidar a su hermano menor porque ella debe trabajar y se va. Stephen se levanta de la cama con su medicamento en la mano, se dirige al baño y tira el frasco en la basura, cuando se vuelve hacia su habitación, todo se encuentra perfectamente ordenado. Poco después, Stephen y su hermano caminan hacia la parada de autobuses, Luca le dice que no está de acuerdo con que se haga cargo de él, ya que puede cuidarse solo. Stephen accede y le dice que suba al autobús. Luca le pregunta si él no irá y Stephen le responde que ha encontrado un nuevo camino hacia la escuela. A Luca parece darle igual y sube al autobús, inmediatamente después, Stephen se teletransporta a la escuela, apareciendo en el cuarto de mantenimiento. Al salir, el chico se topa con Astrid, quien lo cuestiona sobre lo que estaba haciendo dentro de la habitación. Stephen le responde que se ha teletransportado hasta ahí pero inmediatamente le dice que se trata de una broma y la invita a ir a su casa, Astrid acepta.
Más tarde, Stephen acude a su trabajo en Ultra, en donde Jedikiah le asigna a Vaughn como su entrenador. Vaughn tiene como encomienda enseñarle al chico a poder controlar sus poderes, poniéndole tareas específicas para cada uno de ellos. Cuando llega el momento de ejercitar la telepatía, Stephen siente que Vaughn ha entrado en sus pensamientos para encontrar la ubicación de los Chicos del Mañana. Preocupado de delatar al grupo accidentalmente, Stephen rompe bruscamente la conexión, argumentando que debe volver a casa para cuidar a su hermano. Al salir de la sala de entrenamiento, el chico se topa con el Dr. Price, quien lo lleva hasta una sala donde monitorean a todas las agencias policiales y a los hospitales para detectar cambios en la conducta de las personas y así poder identificar a aquellos a quienes comiencen a manifestarse los poderes.
Alarmado por los descubrimientos que ha hecho, Stephen trata de contactar telepáticamente a Cara pero no obtiene respuesta, por lo que decide teletransportarse hasta el refugio del grupo, donde es recibido por Russell quien le pide que se vaya. Stephen intenta explicarle lo que está pasando pero Cara y John aparecen. John le exige que se vaya ya que ahora trabaja para Ultra, Cara lo secunda pero aun así, Stephen les explica lo que pasó y les pide que comiencen a luchar en vez de esconderse. John le responde que su prioridad es mantener al grupo a salvo. Stephen regresa a su casa y se ve descubierto por su madre, quien lo reprende por haber olvidado sus obligaciones y porque descubrió sus medicamentos en la basura. Astrid también está presente y le dice que estaba preocupada porque no apareció. Stephen se disculpa y puede leer el recuerdo de su madre de la noche en que su padre se fue, en el cual él le dice que ya no la ama.
Mientras tanto, un guardia de seguridad de un banco está robando involuntariamente el lugar donde trabaja, asegurando que alguien más está controlando sus movimientos. Entre los rehenes se puede ver al chico que Stephen perseguía al inicio del episodio haciendo movimientos que controlan al guardia. Cuando finalmente tiene el dinero en la bolsa, obliga al guardia a tirarla a la basura antes de hacerlo que se entregue a la policía y toma el dinero de la basura y se va como si nada. En el refugio de los Chicos del Mañana, Cara y Russell le dicen a John que creen que Stephen tiene razón y deben comenzar a pelear pero John se niega, mientras TIM termina de hacer un reconocimiento facial del chico del banco y lo identifica como Kurt Rundle, entonces Cara y Russell le piden intervenir para salvar al chico de ser asesinado por Ultra pero John continúa negándose. 
Mientras tanto, Kurt es identificado por Ultra y Stephen le pide a Jedikiah que lo asigne al caso. Poco después, Stephen y Vaughn acuden a casa de los Rundle, donde son recibidos por la madre de Kurt. Mientras Vaughn interroga a la mujer, Stephen obtiene permiso para revisar la habitación de Kurt en donde descubre que el chico está escondido, inmediatamente Stephen pone a Vaughn al tanto de la situación y este llama a un equipo de Ultra que entra violentamente a la casa para capturar al chico, quien se ha escapado. Molesto por tal situación, Stephen le reclama a Jedikiah, pero éste le advierte que es el procedimiento a seguir. Cara concreta una reunión con Stephen y le entrega un reloj que pertenece a John, diciéndole que contiene un chip que es capaz de impedir que puedan meterse en su mente: Stephen le agradece y le cuenta la situación de Kurt, pidiéndole que intervenga.
De vuelta en el refugio, Cara insiste a John sobre intervenir para salvar a Kurt, sin embargo, John continúa negándose y le reclama por haber tomado el reloj y dárselo a Stephen. Cuando Kurt no aparece en su casa, Stephen supone que puede estar en el edificio abandonado que se encuentra cruzando la calle. Al llegar ahí Stephen intenta hablar con Kurt, explicándole que quiere ayudarle y hablándole sobre el grupo, pero cuando Kurt parece acceder, Vaughn aparece e intenta atacarlo, furioso por creer que Stephen lo traicionó e intenta huir siendo perseguido por Vaughn y Stephen quien logra adelantarse y golpea a su compañero, dejándolo inconsciente. Para este momento, se llega a la prolepsis presentada al inicio del episodio, para entonces Cara y Russell aparecen y teletransportan a Kurt fuera del lugar, poco después aparece John y salva a Stephen de caer.
En las instalaciones de Ultra, Jedikiah habla con Stephen interrogándolo sobre lo sucedido con Kurt. El chico le responde que no iba a permitir que asesinaran a alguien inocente pero no tiene nada que ver con la aparición de los Chicos del Mañana. Jedikiah le pide a Stephen su reloj y le dice que está al tanto de lo que puede hacer, ya que pertenecía a Jack y que se lo quedará mientras Stephen es sometido a una nueva prueba a cargo de otra agente de la organización, ya que Vaughn no aparece. Antes de la prueba, Stephen pide ayuda a Cara para poder bloquear el recuerdo de la ubicación del refugio. Cara le aconseja que piense en un recuerdo feliz y Stephen se concentra en el último recuerdo que tiene de su padre, la noche que desapareció; Stephen logra pasar la prueba y Jedikiah le devuelve el reloj. Preocupado por Vaughn, el chico intenta llamarlo. El sonido de su teléfono lo guía hasta una habitación en donde yace su cuerpo sin vida. Ya en el refugio, John le dice a Stephen que Kurt se quedará con ellos y que él tenía razón acerca de salir y pelear por lo que le pide que siga trabajando en Ultra para poder conseguir adelantarse a ellos cuando los poderes de un chico se manifiesten. Stephen acepta y se compromete a ser un mejor hijo y hermano ante su madre y un mejor agente ante Jedikiah, quien asegura a la nueva compañera de Stephen que tiene planes muy concretos para el chico.

## Elenco
- Robbie Amell como Stephen Jameson.
- Peyton List como Cara Coburn.
- Luke Mitchell como John Young.
- Aaron Yoo como Russell Kwon.
- Madeleine Mantock como Astrid Finch.
- Mark Pellegrino como el Dr. Jedikiah Price.

## Continuidad
- El episodio marca la primera aparición de Kurt Rundle y una misteriosa agente de Ultra.
- El episodio también marca la primera y única aparición de Vaughn.
- Stephen descubre lo que Ultra hace realmente.
- John revela que él también trabajó para Ultra.
- Cara le regala a Stephen un reloj que pertenece a John, con un chip capaz de evitar que alguien pueda meterse en su mente.

- Jedikiah le dice a Stephen que ese reloj pertenecía a Jack y sabe para qué sirve.
- Más tarde, John confirma lo dicho por Jedikiah y le devuelve el reloj a Stephen.

- Vaughn muere en este episodio.
- Kurt Rundle se une a los Chicos del mañana.
- Stephen descubre que Vaughn fue asesinado por sus acciones.
- John le pide a Stephen que siga trabajando en Ultra como espía del grupo.

## Banda sonora[4]
| N.º | Intérprete    | Título   | Álbum        |
| --- | ------------- | -------- | ------------ |
| 1   | Volcano Choir | Byegone  | Repave       |
| 2   | Royal Bangs   | Fireball | Flux Outside |

## Casting
El 21 de agosto de 2013, Meta Golding fue contratada para interpretar a una agente de Ultra que es asignada como compañera de Stephen Jameson (Robbie Amell).

## Recepción

### Recepción de la crítica
Jim McMahon, de IGN calificó al episodio de satisfactorio y le otorgó una puntuación de 6.4, comentando: "In Too Deep se sintió como un recuerdo de los días en que los programas de televisión tuvo que seguir repitiendo la misma explicación una y otra vez para los espectadores que no habían visto todos los episodios. Por supuesto, acaba de iniciar y entiendo que quieran asegurarse de que todo el mundo está en la misma página, pero esto básicamente fue el Pilot 2.0 para la serie. Es demasiado pronto para saber si se convertirá o no en una serie más complicada con personajes más profundos y la trama más grande que se ha insinuado. Esperemos que rompam el molde pronto".

### Recepción del público
En Estados Unidos, In Too Deep fue visto por 2.16 millones de espectadores, recibiendo 0.8 millones de espectadores entre los 18 y 49 años, de acuerdo con Nielsen Media Research.